# Pomacentrus cuneatus
Pomacentrus cuneatus là một loài cá biển thuộc chi Pomacentrus trong họ Cá thia. Loài này được mô tả lần đầu tiên vào năm 1991.

## Từ nguyên
Từ định danh cuneatus trong tiếng Latinh có nghĩa là "có hình nêm", hàm ý đề cập đến đốm hình nêm ở gốc vây ngực của loài cá này.

## Phạm vi phân bố và môi trường sống
P. cuneatus được ghi nhận chủ yếu ở vùng biển các nước Đông Nam Á, bao gồm: đảo Ambon (nơi mà mẫu định danh được thu thập), quần đảo Seribu và thủ phủ Manado của Sulawesi (đều thuộc Indonesia); Singapore; Tây Malaysia; vùng biển trong vịnh Thái Lan và đảo Luzon (Philippines).
P. cuneatus sống tập trung gần những rạn san hô viền bờ ở độ sâu khoảng từ 3 đến 15 m.

## Mô tả
Chiều dài lớn nhất được ghi nhận ở P. cuneatus là 7,5 cm. Cá trưởng thành có màu nâu xám với một đốm hình nêm ở gốc vây ngực. Đốm đen nhỏ hơn ở trên nắp mang. Rìa của vây lưng và vây hậu môn có viền màu xanh lam sáng. Cá con màu vàng nhạt với các vệt sọc và đốm màu xanh óng từ mõm kéo dài ngược ra sau cơ thể, và một đốm đen lớn viền xanh ở phía sau vây lưng.
Số gai ở vây lưng: 13; Số tia vây ở vây lưng: 14–15; Số gai ở vây hậu môn: 2; Số tia vây ở vây hậu môn: 14–15; Số tia vây ở vây ngực: 16–18; Số gai ở vây bụng: 1; Số tia vây ở vây bụng: 5.

## Sinh thái học
Thức ăn của P. cuneatus bao gồm tảo và các loài động vật phù du. Cá đực có tập tính bảo vệ và chăm sóc trứng.